# National Irish Bank
National Irish Bank (NIB) (gælisk:Banc Éireannach Náisiúnta) er en kommerciel bank i Irland, en af de fire største i landet. I december 2004 indvilligede Danske Bank i at købe National Irish Bank (og Northern Bank) for 967 mill. £ af National Australia Bank.

## Historie
National Irish Bank var oprindelig Irland-filialen af Northern Bank, en af de ældste banker i Irland (fra 1824. National Irish Bank blev dannet som en selvstændig enhed i 1986, i begyndelsen under navnet Northern Bank (Ireland) Limited, da den britiske bank Midland Bank udskilte Northern Bank's forretninger i Irland fra sine forretninger i Nordirland.
I 1987 blev begge banker overtaget af National Australia Bank Limited. I 1988 blev Irlands-delen omdøbt til National Irish Bank Limited medens Northern Bank Limitd' beholdt sit navn i Nordirland. Ikke desto mindre blev begge banker drevet af det samme management-team, og bankerne deltes også om mange forretningsområder og bankfunktioner.

## Forandringer under "Danske"
Den 1. marts 2005 tog Danske formel kontrol med National Irish Bank. Den meddelte som det første, at Northern Bank og National Irish Bank ville blive fuldstændig skilt fra hinanden, og at et nyt management team ville blive udpeget til'National Irish Bank. Men nogle back office services ville fortsat være fælles. Banken skiftede til Danske Bank's teknologi- platform.
Banken tog Danske Bank's logo, med ordet "Danske" afløst af "National Irish". Banken blev formelt relanceret den 18. april, med en rad nye produkter og et opgraderet internet bank-system. Blandt nyskabelserne er brugen af SMS-beskeder til at kommunikere med kunderne.
I juni 2005 blev Andrew Healy udnævnt til chief executive officer for National Irish Bank. Den har 66 filialer, 649 ansatte og 167.000 kunder.

I januar 2007 meddelte Danske Bank at National Irish Bank Limited's bankforretninger ville blive overført til Danske Bank A/S's irske afdeling. De praktiske konsekvenser heraf er, at fra 1. april 2007 er National Irish Bank ikke længere et selvstændigt aktie-selskab under opsyn og regulering af Irish Financial Services Regulatory Authority men under det danske Finanstilsyn i stedet, eftersom NIB nu er en del af Danske Bank i stedet for et selvstændigt datterselskab. Det er stadig National Irish Bank som kører alle forretninger.

## Eksterne links
- National Irish Bank
- Danske Bank NIB Acquisition site Arkiveret 16. december 2004 hos  Wayback Machine